# Josef de Ponte
Josef de Ponte (* 5. Oktober 1922 in Budakeszi/Wudigeß bei Budapest, Königreich Ungarn; † 16. Mai 2006 in Schwaigern) war Maler, Schwerpunkt Kunst am Bau und besonders Glasmalerei, und Graphiker.

## Herkunft und Leben
Josef de Ponte entstammt einer deutschen Familie, welche bis zum Ende des Zweiten Weltkrieges im Ofner Bergland, so eine alte Bezeichnung für den Siedlungsraum im Westen von Budapest mit vormals großteils deutschsprachigem Bevölkerungsanteil, beheimatet war. Der Familiensaga zufolge entstammt der Familienname ursprünglich aus dem Raum Lothringen / Mosel; einen Namensträger verschlug es im 18. Jahrhundert schließlich, nach der Türkenbefreiung, in die alte Haupt- und Handelsstadt Ofen/Buda.
Der Vater war Photograph mit künstlerischen Ambitionen, der sich mit dem Zusatz „K.u.K.Hofphotograph“ zieren durfte, in Budakeszi, einer Gemeinde unmittelbar vor den Toren von Budapest, wo de Ponte aufwuchs. Nach Abitur und Studium an der Hochschule für angewandte Künste in Budapest von 1940 bis 1944 und Studien in Wien folgten zum Ende des Krieges hin ein Militäreinsatz mit anschließender sowjetischer Gefangenschaft und lebensbedrohlicher Typhus-Erkrankung. Im Frühjahr 1946 wurde die Familie zusammen mit hunderttausenden anderen Deutschstämmigen aus der ungarischen Heimat ausgewiesen. Das Schicksal trieb den Treck in die Umgebung des vom Krieg stark zerstörten Heilbronn, wo die Familie unerwartet rasch Fuß fassen und am Wiederaufbau teilhaben konnten. Nach Heirat (1949, mit Katharina, geb. Holl) und Geburt von 4 Kindern ließ sich der Donauschwabe und inzwischen überregional tätige Künstler 1965 mit seiner Familie in der württembergischen Weinstadt Schwaigern nieder, wo er bis zu seinem Tode sein Atelier betrieb und arbeitete.

## Werk

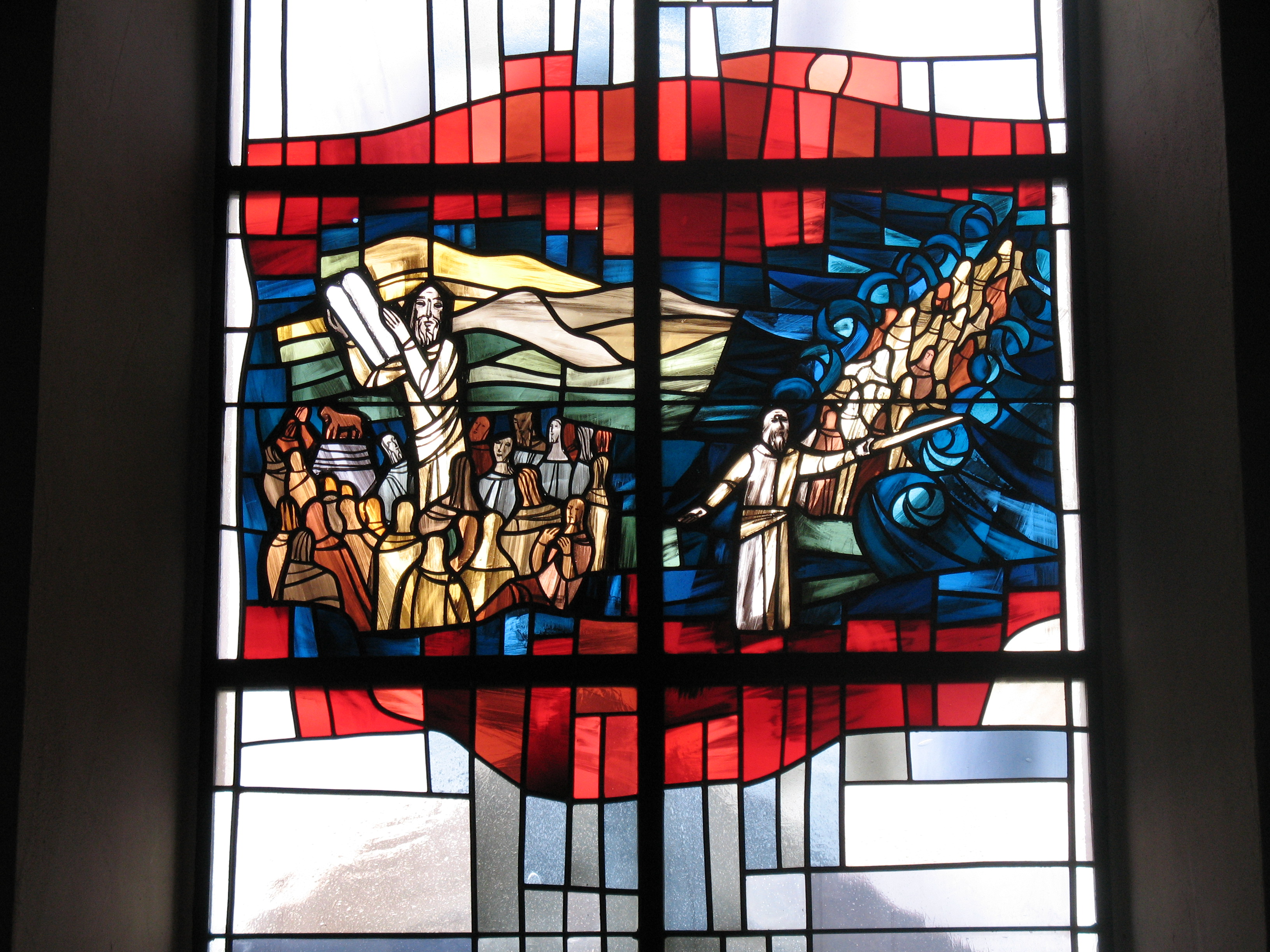
Moses, Glasfenster von Josef de Ponte in der Kirche St. Alban in Kirchhausen, 1981

De Ponte hinterließ ein umfangreiches Werk. Er hat in Deutschland, Österreich, Schweden, Spanien, den Niederlanden und in Brasilien mehr als 120 öffentliche Bauwerke, darunter mehr als 60 Kirchen, aber auch Schulen, Rathäuser, Museen, Schwimmbäder und Gaststätten, und zudem zahlreiche Privathäuser künstlerisch ausgestaltet. Neben Wandmalereien in verschiedenen Techniken (Mosaik, Sgraffito, Fresko) ist besonders die Glasmalerei (Betonglas, Bleiglas) hervorzuheben, mit der sich de Ponte intensiv befasste. De Ponte hinterließ aber auch ein umfangreiches graphisches Werk und einen beachtlichen Gemäldebestand (Öl, Tempera u. a.). Daneben hat er mehrere Bücher illustriert und graphisch ausgestaltet. Aus der Graphiksammlung wurden mehrere Mappen veröffentlicht, zuletzt noch im Jahr vor seinem Tod.
1984 erhielt de Ponte den Kulturpreis des Landes Baden-Württemberg. Seine Geburtsstadt Budakeszi verlieh ihm 2003 die Ehrenbürgerwürde, und die Landesselbstverwaltung der Ungarndeutschen zeichnete ihn 1996 mit der Ehrennadel aus. Die Stadt Schwaigern würdigte de Pontes Schaffen im Jahr 2002 mit einer großen Ausstellung aus Anlass seines 80. Geburtstags.
Die christliche Thematik bildet einen Schwerpunkt in de Pontes Kunstschaffen. Daneben hinterließ de Ponte aber auch ein beträchtliches profanes Werk, wobei eine Stilausbildung in weitem Bogen von der naturgetreu beobachteten Wiedergabe bis hin zur Abstraktion anzutreffen ist. Ganz seinem Namen treu bleibend wollte er seine Werke als Brücken verstanden wissen, zwischen den Ländern Europas ebenso wie zwischen der Erdverbundenheit des einzelnen Menschen und dem Transzendenten. Der künstlerische Nachlass mit Entwurf, Graphik und Malerei wurde von den Erben dem DZM (Donauschwäbisches Zentralmuseum) in Ulm als Schenkung vermacht. Das eindrucksvollste Zeugnis des Schaffens von de Ponte sind aber seine Kunstwerke am Bau, die seinen Lebensweg säumen.